# Callidemum
Callidemum là một chi bọ cánh cứng trong họ Chrysomelidae.
Chi này được Blanchard miêu tả khoa học năm 1853.

## Các loài
Các loài trong chi này gồm:
- Callidemum hasenpuschi Daccordi, 2000
- Callidemum monteithi Daccordi, 2003